# Bladstilling
Phyllotaxi er læren om bladstilling hos planter. Bladene på stænglen er anbragt efter et system, som følger bestemte regler.

## Grundtyper
- Spredtstillet (eller bare spredt): Her sidder bladene enkeltvis op langs skuddet, dvs. at intet blad sidder i samme højde som noget andet.
- Modsatstillet (eller bare modsat): Bladene sidder altid to og to lige overfor hinanden op langs skuddet.
- Korsvis modsatstillet: Bladparret sidder forskudt 90° i forhold til det foregående bladpar.
- Toradet: Bladene sidder altid på én af to modsatte sider af skuddet, sådan at der dannes to bladrækker.
- Skruestillet: Bladene sidder forskudt i forhold til de foregående blade, hverken med 90° eller 180°, men i stedet med en anden, fast vinkel. Knopperne danner en skruet linje.
- Kransstillet: Der sidder flere end to blade i samme højde på skuddet.
- Rosetstillet (eller bare bladroset): Når stænglens vækst er nedsat, kan det ske, at mange blade sidder i omtrent samme højde. derved dannes en bladroset. Den dannes ofte ved skudspidsen, men der forekommer også, at rosetten er en
- Grundstillet bladroset: Det er en roset, som findes på eller lidt over jorden. Ofte har disse grundstillede blade en anden form end stængelbladene.

## Blomsterblade
Da blomsterbladene er omdannede løvblade, genfinder man de nævnte grundtyper af bladstillinger hos blomsterne. Her sker der dog ofte en sammenvoksning af de enkelte blade, ligesom blomsterne kan indgå i større blomsterstande.

## Eksterne links
- Helmut Hass: Phänomenologie der Blattstellung (Phyllotaxis) Arkiveret 4. maj 2009 hos  Wayback Machine
- Pau Atela og Christophe Golé: Phyllotaxis